# Cross Road (песня Mr.Children)
"Cross Road" - четвертый сингл, японской группы Mr. Children, выпущенный 10 ноября 1993 года. 

## Обзор
Сингл занял шестое место в чарте Oricon с продажами в 1 255 940 копий.
Песня "Cross Road" была использована для продвижения японской драмы Dousoukai (яп. 同窓会)  а также была включена в первый сборник группы, выпущенный под названием "Mr.Children 1992-1995" 11 июля 2001 года
Песня "And I close to you", с обратной стороны пластинки, была включена в третий альбом группы, названный "Versus" и выпущенный 9 сентября 1993 года.
Каверы на "Cross Road" выпускали различные артисты, в том числе Junko Yamamoto, исполнившая эту песню на своем альбоме "Songs", выпущенном 6 Июня 2007 года  и осуществившая появление этой песни на DVD после Mr. Children's "Home" TOUR 2007 ~in the field~

## Треклист
Музыка - Кадзутоси Сакурай и Такэси Кобаяси.

Слова - Кадзутоси Сакурай
| №  | Название                            | Текст песни       | Музыка                               | Длительность |
| -- | ----------------------------------- | ----------------- | ------------------------------------ | ------------ |
| 1. | «Cross Road»                        | Kazutoshi Sakurai | Kazutoshi Sakurai                    | 4:33         |
| 2. | «and I close to you»                | Kazutoshi Sakurai | Kazutoshi Sakurai, Takeshi Kobayashi | 4:12         |
| 3. | «Cross Road (Instrumental Version)» |                   |                                      | 4:33         |

## Личности
- Кадзутоси Сакурай - вокал, гитара
- Кенити Тахара - гитара
- Кейсуке Накагава - бас
- Хидея Сузуки - барабаны

## Производство
- Продюсер - Кобаяси Такэси [5]
- Соглашение - Mr.Children и Такэси Кобаяси [5]